# 42 (Доктор Кто)
«42» — седьмая серия третьего сезона сериала «Доктор Кто». Премьера серии состоялась 19 мая 2007 года на канале BBC One.

## Сюжет
Космический корабль терпит крушение, прямо по курсу — солнце. ТАРДИС недоступна. У Доктора есть только 42 минуты, чтобы спасти себя, Марту и команду корабля. Задача осложняется тем, что на корабле есть нечто, превращающее людей в пепел.